# Gare d'Aranyvölgy
La gare d'Aranyvölgy (hongrois : Aranyvölgy megállóhely) est une gare ferroviaire secondaire de Budapest.